# Ambrosio de Funes Villalpando
Ambrosio de Funes Villalpando, Conde de Ricla (Saragoça, 1720 - Madrid, 15 de julho de 1780) foi Vice-rei de Navarra. Exerceu o vice-reinado de Navarra entre 1765 e 1768. Antes dele o cargo foi exercido por Luis González de Albelda y Cayro. Seguiu-se-lhe Alonso Vicente de Solís y Folch de Cardona.